# Dicranomyia furthi
Dicranomyia furthi là một loài ruồi trong họ Limoniidae. Chúng phân bố ở miền Cổ bắc.